# Egyptské pyramidy

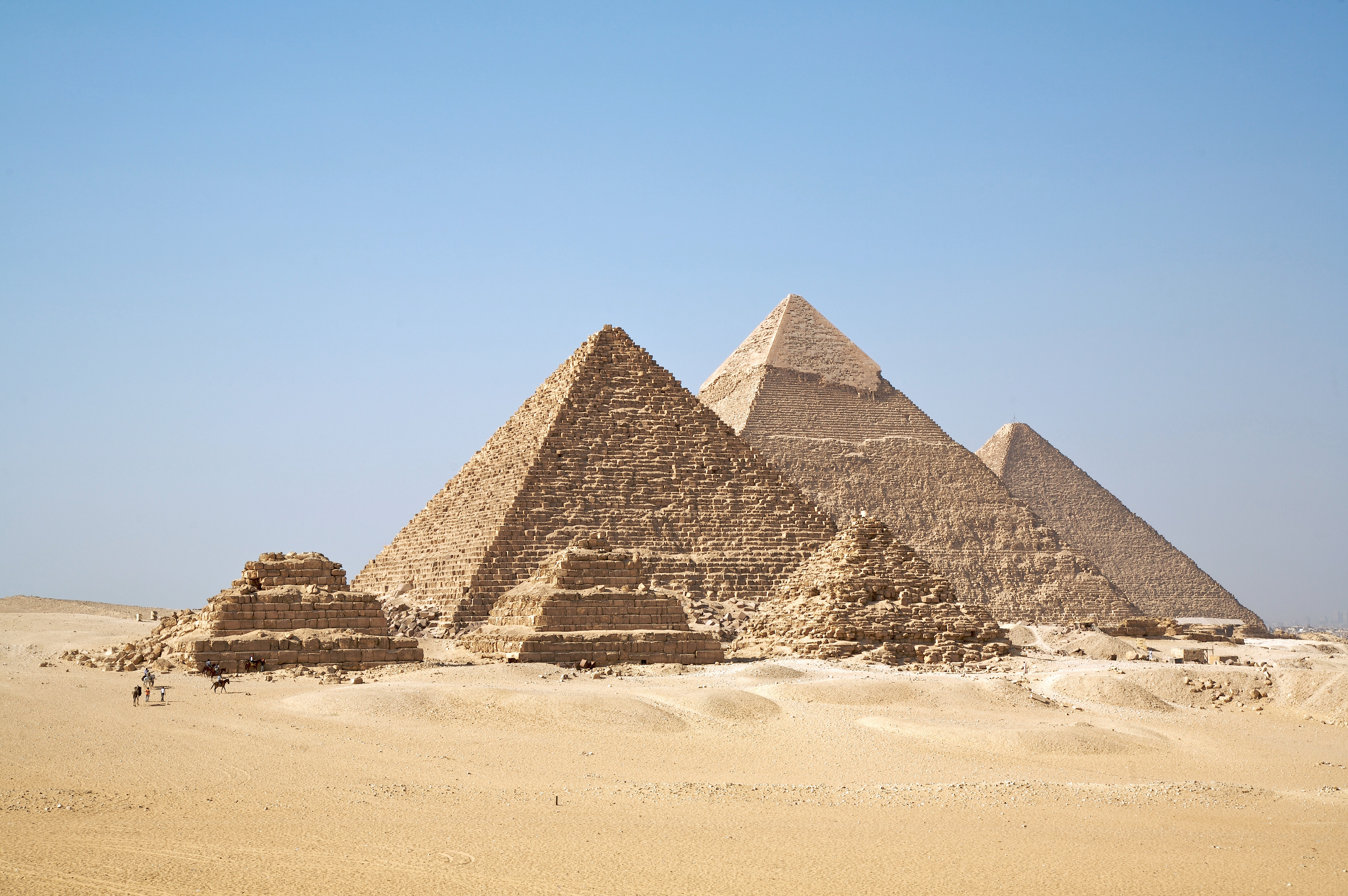
Pyramidy v Gíze

Egyptské pyramidy (v egyptštině pravděpodobně mer) jsou zvláštní stavby typu pyramidy, které byly ve starověkém Egyptě budovány jako hrobky (případně kenotafy) králů a později také některých jejich významných manželek a matek (podle prozatím neprokázané domněnky rakouského egyptologa Petera Jánosiho měla od 4. dynastie hrobka královny podobu pyramidy jen tehdy, stal-li se její syn panovníkem). Jejich stáří je oficiálně odhadováno zhruba na 4500 až 5500 let, stavěny byly s přestávkami od doby vlády panovníka Džosera ze 3. dynastie až do doby prvního krále 18. dynastie Ahmose I.
Každá z pyramid byla nikoli samostatnou izolovanou stavbou, ale součástí celého rozsáhlého plánu funkčně (především nábožensky) propojených budov; proto je přesnější hovořit ne o pyramidách, ale o pyramidových komplexech. Jejich standardní součástí, vedle pyramidy samotné, byl v ideálním případě údolní chrám, vzestupná cesta, zádušní chrám a tzv. satelitní pyramida. Jednotlivé stavby se nicméně od sebe mohou značně lišit, a to nejen v architektonických jednotlivostech, ale i koncepčně, což zpravidla vypovídá o proměně náboženských představ. V jejich okolí zejména za Staré říše vznikaly rozsáhlé nekropole s hrobkami členů královské rodiny, dvorních hodnostářů a jiných příslušníků společenské elity. V době Nové říše se motiv pyramidy, ovšem bez doprovodných staveb, stal součástí pohřební architektury soukromých hrobek.
Pyramidy se stavěly poblíž západního ramene Nilu (s navrhovaným názvem Ahramat), jež před 4200 lety vyschlo.

## Stavba pyramid
Každá pyramida je součástí celého pyramidového komplexu, ale i tak se stavby mohou od sebe značně lišit podle toho, jaké v té době bylo náboženství. Je mnoho hypotéz o tom, jak Egypťané stavěli pyramidy. Většina z nich tvrdí, že velké kamenné bloky byly měděnými nástroji vytesány do skály, poté přesunuty, hodně často lodí na místo stavby a vyzdviženy do své dnešní pozice. Staří Řekové a badatelé[kdo?] si mysleli, že se stavby neobešly bez velkého množství otroků. Tento tradiční pohled je ale mylný[zdroj?], jelikož pyramidy byly stavěny desítkami tisíc zručných pracovníků, kteří za svou práci brali plat. Důkazem může být například vesnice dělníků v Dér el-Bahrí.[zdroj⁠?!]
Podle dochovaných papyrů se kvádry na staveniště dopravovaly po kanálech a pak byly vláčeny na saních. Kvádry mohly být vyzvedávány hydraulicky.
Sklony hran pyramid se lépe vyjadřují zlomky, než (běžně udávané) sklony stěn pyramid.

## Nejznámější pyramidy
Za vrcholné období doby stavitelů pyramid je považována vláda 4. dynastie, kdy vznikly nejznámější z pyramid – Chufuova, Rachefova a Menkaureova v Gíze; ty jsou také pokládány za první (a jediný do současnosti zachovaný) z tradičních divů světa. Právě ony a z nich obzvláště pyramida panovníka Chufua (označovaná dříve jako Cheopsova pyramida nebo někdy jako Velká pyramida), v mnoha ohledech jedinečná a odlišující se ostatních staveb tohoto typu, byly nejpozději od středověku předmětem pozornosti autorů nejrůznějších žánrů.

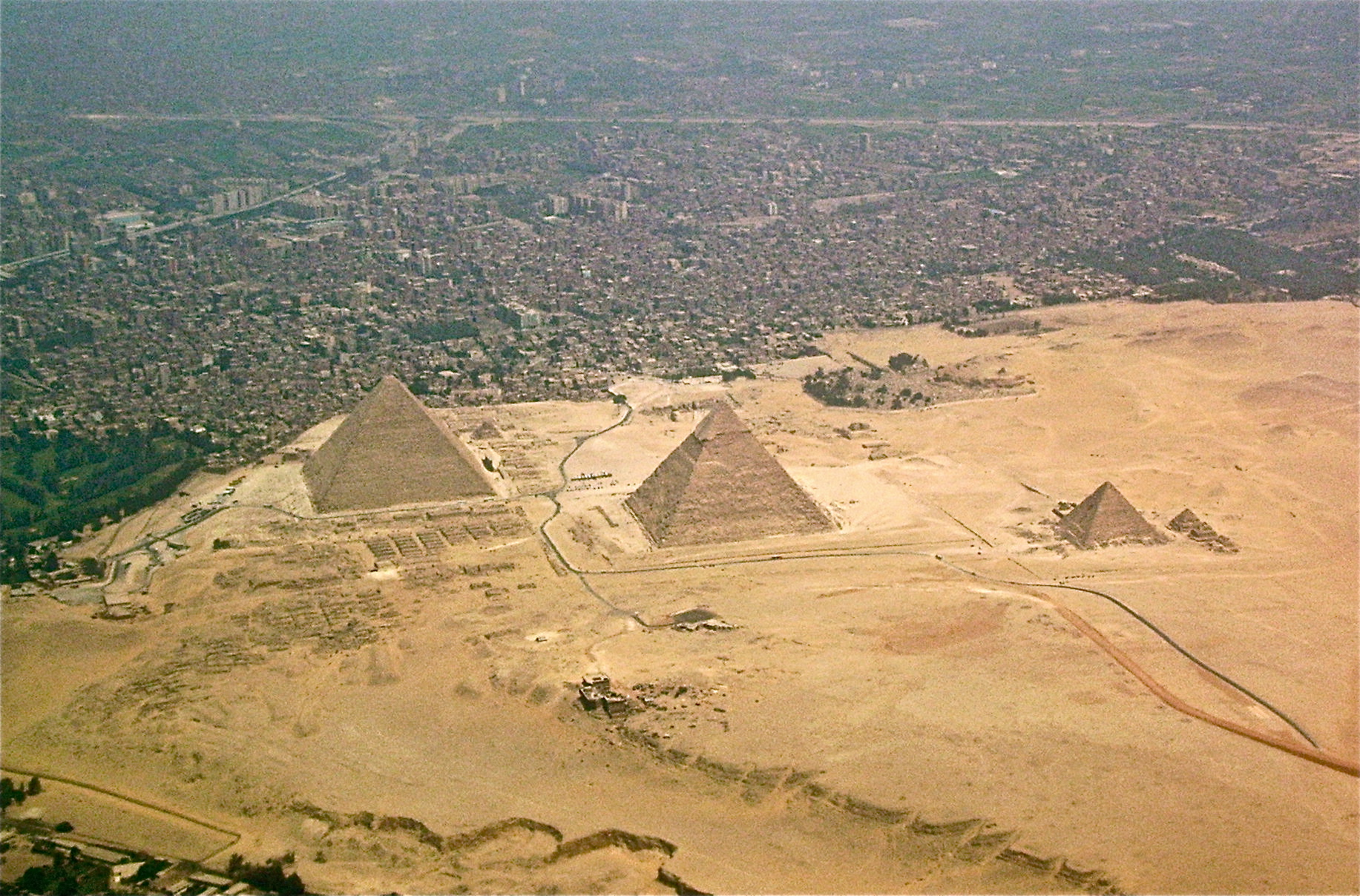
Letecký pohled na komplex pyramid

Některé pyramidy jsou obrovské, jiné poměrně malé. Badatelé odhadují, že jich je kolem sta. Chufuova pyramida má tři hlavní komory: Královu a Královninu síň a tzv. Velkou Galerii. Je ale možné, že tu může být tajná chodba. Nejznámějšími pyramidami jsou Chufuova a Rachefova, které jsou poblíž Gízy. V minulosti byla Rachefova pyramida obložena bílým vápencem, který způsoboval, že se od ní odrážely jasné sluneční paprsky do okolí. Vápenec však bohužel v průběhu století rozebrali Egypťané na jiné stavby v okolí. Její současná výška je 137,5 metru, základnu má čtvercovou o straně 108,5 m. Sfinga, která je před pyramidami, je má hlídat.
Vedle tří největších pyramid se nacházejí tři malé tzv. satelitní pyramidy. Jsou to hrobky manželek faraona Chufua. Z dálky se zdá, že Rachefova pyramida je vyšší než Chufuova. To je ale pouze optický klam, protože Rachefova pyramida je na vyšším místě. Mastaba je nadzemní stavba z cihel, která byla používána jako hrobka vládnoucích vrstev ve starověkém Egyptě. Tvarem připomíná nízký komolý čtyřboký jehlan. Každá pyramida má údolní chrám, kde probíhala mumifikace, vzestupnou cestu a zádušní chrám, kde probíhaly náboženské obřady obnovující síly panovníka (vzestupná cesta je cesta, která stoupala k pyramidě).
- Nejstarší pyramida je Džoserova, která se nachází v Sakkáře.
- Největší a nejvyšší je Chufuova.
- Nejmladší je Ahmoseho pyramida, která se bohužel zřítila, takže nejmladší stojící pyramida je Chendžerova.
- Dnes nejnižší stojící pyramidou je Menkaureova.

## Počet pyramid
Přesný počet egyptských pyramid není znám: některé jsou doloženy písemnými prameny a nebyly doposud objeveny či identifikovány, jiné už zcela zanikly; badatelé odhadují, že v současné době jich existuje přes sto. Do tohoto orientačního počtu jsou zahrnovány jak samotné pyramidy (s výjimkou satelitních), tak stavby, které sice byly jako pyramidy plánovány, ale nakonec byly dokončeny v podobě jiné (např. jako mastaba v případě Raneferefovy hrobky). Uvedený počet (v roce 2024 se uvádí 118) se týká pyramid nalézajících v současném Egyptě, dalších 80 se nachází na horním toku Nilu v historické Núbii, v současném Súdánu, kde se rozkládalo království Kuš.
Jen velmi malý počet pyramid je ale v zachovalém stavu, prakticky se jedná o 10–15 pyramid, z nichž nejlépe dochované jsou v Gíze (jejich velikost a použité veliké bloky kamenů z blízkého lomu jim umožnila lépe přečkat erozi).

## Význam

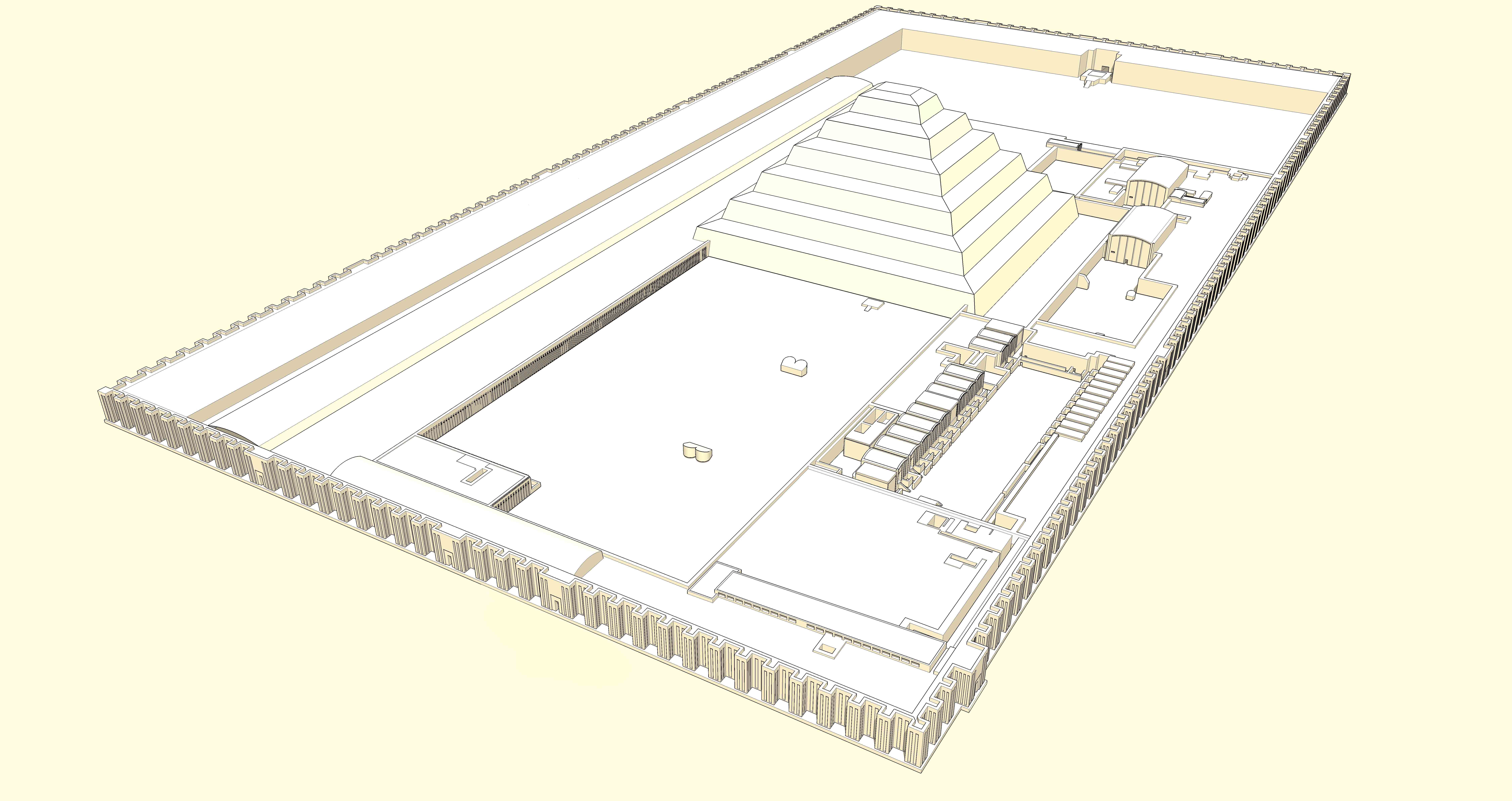
Komplex Džoserovy pyramidy

Královské pyramidové komplexy ve své době měly nejen velký význam náboženský a ideologický, ale také politický a hospodářský. Organizace staveb vyžadovala existenci přísně organizované byrokracie ovládající z jednoho centra všechny zdroje společnosti. Odhaduje se, že na pyramidových projektech mohla být různým způsobem zainteresována až 1/4 nebo 1/5 všech obyvatel země. Po dokončení stavby a v souvislosti se zde provozovaným posmrtným kultem v jejich blízkosti vznikala tzv. pyramidová města, do nichž bylo soustředěno hospodářské a personální zázemí kultu.

## Okultní teorie

Diagram vnitřní struktury pyramidy s třemi hlavními komorami: síněmi krále a královny a tzv. Velkou galerií

Vzhledem k tomu, že se zánikem staroegyptské kultury a znalosti hieroglyfického písma se vytratilo i povědomí o původním účelu pyramid, staly se předmětem spekulací, jejichž cílem bylo tyto stavby začlenit a interpretovat v rámci určitého historického (například biblického) kontextu.
V polovině 19. století vznikl až do současnosti živý zvláštní proud reflektující staroegyptskou kulturu a zejména pyramidy (odtud označení pyramidologie) v duchu hermetismu a esoteriky jako nositele odvěké moudrosti či zvláštních tajemství, která jsou zde „zašifrována“ a která je třeba „odhalit“.
V nejnovější době bývají nejrůznějšími způsoby dávány do souvislosti s údajnou existencí mimozemských civilizací nebo s dávnými a současné vědě neznámými lidskými kulturami disponujícími pokročilými technologiemi (např. Atlantida). Společným znakem všech těchto teorií je, že odmítají akceptovat nejen primární účel pyramid jako hrobek, ale i jejich datování egyptologií, takže posouvají dobu jejich vzniku hlouběji do minulosti; všechny tyto představy ovšem stojí mimo rámec vědy a nejsou egyptologií akceptovány. Pyramidy v Gíze byly zkoumány pomocí radiokarbonového datování malých organických úlomků mezi bloky kamene, což tyto alternativní teorie vyvrací. Také eroze by napáchala za více než 5000 let více škod, především proto, že v období 10 000–5000 před naším letopočtem bylo v Egyptě relativně vlhké klima.